# Braunsia fulvicollis
Braunsia fulvicollis är en stekelart som beskrevs av Cameron 1912. Braunsia fulvicollis ingår i släktet Braunsia och familjen bracksteklar. Inga underarter finns listade.